# 최창식 (군인)
최창식(崔昌植, 1921년 ~ 1950년 9월 21일)는 일본 제국 육군 및 대한민국 육군의 군인이다. 창씨개명시의 일본명은  高山隆(다카야마 다카시)이다.

## 주요 이력
1942년, 일본 육군사관학교 56기 공병과로 졸업을 하였고, 8.15 광복하고 나서는 일본 육군 대위 계급이었다.
1946년 대한민국 육군사관학교 특2기로 대한민국 육군 대위 재임관하였고 2년 후 1948년 8월, 대한민국 육군사관학교 정훈 특 1기로 대한민국 육군 소령 보임 후(군번 : 12318번), 한국군 공병의 창설에 기여 후 육군 중령 특진에 이어 육군 대령 특진하고, 제1공병단장을 경과해서 같은 해 12월에 대한민국 육군본부 공병감.
1950년 6월의 한강 인도교 폭파 책임을 물어, 같은 해 9월 21일에 경상남도 부산에서 형을 받고 사망하였다.
박정희 정권이 되어서 재심이 진행되어, 1964년 10월 23일에 재공판으로 무죄를 받았다.

## 최창식을 연기한 배우

### 영화
- 1974년 영화 《증언》 - 배우: 최불암(배역: 최 공병감)

## 참고 자료
- 佐々木春隆 (1976), 《朝鮮戦争/韓国篇 上巻 建軍と戦争の勃発前まで》, 原書房